# Minotto Di Cicco
Minotto Di Cicco (Montevideo, 11 de octubre de 1898 - ídem, 9 de septiembre de 1979) fue un director de orquesta, bandoneonista y compositor uruguayo considerado una importante figura del tango. 
Su verdadero nombre era Minotti Di Cicco pero para su actuación artística lo adaptó para que sonara mejor, según otras fuentes utilizaba el seudónimo Minotto y su nombre real era Enrique.

## Primeros años
Minotto estuvo vinculado desde su infancia con la música pues su hermano Ernesto era bandoneonista y Fioravanti, pianista. Comenzó a estudiar piano y solfeo a los doce años, luego pasó a practicar el acordeón y finalmente el bandoneón que aprendió a tocar con el director de orquesta Alberto Rodríguez, que más adelante integró la orquesta de Osvaldo Fresedo.
Debutó profesionalmente con el pianista Carlos Warren y el violinista Ataliva Galup en el café "Petit Salón" de la ciudad de Montevideo. En 1915 formó un trío en el que ejecutaba el bandoneón acompañado por el piano de Alberto Alonso y el violín de Luciano Aturaola con el que actuaban en el Bar Trianón de la calle Andes entre San José y Soriano de Montevideo.  
Más adelante se incorporó también el violinista Federico Lafémina y pasaron al Café Nuevo de la calle 18 de julio y Ejido, donde trabajaron con  éxito varias temporadas. 
En 1917 los violinistas pasaron a ser  Juan José Castellanos y Juan Trócoli y con el nombre de Orquesta Alonso-Minotto viajaron a Buenos Aires y grabaron para la Víctor dieciocho temas, entre los cuales estaban "La cumparsita" y Marquezito, un tango de Minotto. 
Al regresar a Montevideo la orquesta trabajó en el "Moulin Rouge" y luego Francisco Canaro lo llamó para cubrir el puesto dejado por Osvaldo Fresedo; fue así que Minotto integró la orquesta gigante Firpo-Canaro que animó los carnavales de 1918 en Rosario.
A fines de 1921 Minotto formó su propio conjunto con esta integración:
- Fioravanti Di Cicco (piano, reemplazado luego por Francisco De Caro)
- Minotto (bandoneón)
- Ernesto Di Cicco (bandoneón)
- Eustaquio Laurenz (bandoneón)
- Horacio Zito (violín)
- Juan Trócoli (violín)

Más adelante también se incorporó el violinista Julio De Caro.
En 1922 la Orquesta Minotto hizo grabaciones para la Víctor con maxixas, pasodobles y los tangos Fruta prohibida de Enrique Delfino, Pura espuma de Emilio Ferrer, y Picaflor de Pascual Mazzeo en tanto continuaba sus presentaciones en Montevideo. Más adelante Minotto se radicó en Buenos Aires y comenzó a trabajar en el cine Select Buen Orden y luego en el Select Suipacha y en el Bar Richmond de la calle Florida. 
En 1923 Minotto dejó la orquesta para volver a tocar en la orquesta de Francisco Canaro reemplazando a Anselmo Aieta en pareja con Juan Canaro. Luego de realizar un viaje a Europa hizo en enero de 1924 un concierto de bandoneón solista en la Radio Paradizábal de Montevideo.
Entre 1923 y 1926, además de grabar integrando la orquesta de Canaro, registró 10 temas en la discográfica Odeon, entre los que se distinguen la milonga Milonga con variación y los tangos A media luz, Ave María, Buenos Aires, Camarada Noches de Colón y Padre nuestro. A fines de 1927, Minotto formó de nuevo su orquesta con la que actuó en los bailes de carnaval del Armenonville; en el conjunto estaban el pianista José Tinelli, los violinistas Hugo Baralis –a veces con contrabajo- y Antonio Buglione y los bandoneonistas Gabriel Clausi y Francisco Fiorentino además del mismo Minotto. (bandoneones), siendo Buglione y Fiorentino los encargados de cantar los estribillos. Otros músicos que alternaron en ese conjunto fueron el pianista Juan Trombino, los bandoneonistas Ángel Ramos y Ernesto Bianchi y los violinistas Mario Brugni y Carlos Spaggieri.
En 1928 animó los bailes de Carnaval en el Teatro Broadway de la calle Corrientes y dos años después formó con Cayetano Puglisi y José Tinelli con el que cumplió un excelente ciclo en LR3 Radio Nacional.
Fue contratado para grabar por la Columbia Viva Tonal con un conjunto de gran calidad en el que solo dirigía, integrado, entre otros, por José Tinelli al piano, Federico Scorticati, Ernesto Di Cicco y Gabriel Clausi en bandoneones, Mario Brugni, Antonio Rodio y Antonio Buglione en violines y Luis Bernstein en contrabajo. Los estribillos estuvieron inicialmente a cargo de Antonio Buglione y, hacia el final las grabaciones, por Jorge Omar. En 1932 Minotto vuelve a vincularse a Francisco Canaro y actúa en la obra musical La Muchachada del Centro, forma parte del Quinteto Pirincho e interviene con gran brillo en varias películas.